# Orchestra Sinfonica Čajkovskij
L'Orchestra Sinfonica Čajkovskij è un'orchestra di musica classica russa creata nel 1930. Fu fondata come Orchestra Sinfonica della Radio di Mosca ed è stata l'orchestra ufficiale della rete radio dell'Unione Sovietica. In seguito allo scioglimento dell'Unione Sovietica nel 1991, l'orchestra fu rinominata nel 1993 dal Ministero della Cultura russo in riconoscimento del ruolo centrale che la musica di Čajkovskij svolge nel suo repertorio. L'attuale direttore musicale è Vladimir Fedoseev, che ricopre quell'incarico dal 1974.
Durante l'epoca sovietica, l'orchestra era a volte conosciuta come l'Orchestra Sinfonica di Stato della Radio e Televisione della USSR, la USSR State Radio Symphony Orchestra, o la USSR All-Union National Radio e la Central Television Symphony Orchestra.

## Direttori musicali
- Vladimir Fedoseev (1974–)
- Gennady Rozhdestvensky (1961–1974)
- Alexander Gauk (1953–1961)
- Nikolai Golovanov (1937–1953)
- Alexander Orlov (1930–1937)

## Discografia scelta

### Orchestra Sinfonica radiofonica di Mosca
- Fine: Musica sinfonica di Irving Fine Delos DE 3139
- Mahler: Sinfonia n. 9 in re maggiore BIS BIS-CD-632 Orchestra
- Sibelius: Sinfonia n. 1 in mi minore, Op. 39 Westminster Gold WG-8361
- Čajkovskij Cycle (The) (6 DVD Box Set) (NTSC) Arthaus Musik 102119 Classical Concert
  - Čajkovskij: Sinfonia n. 1 / Rococo Variations (Čajkovskij Cycle, Vol. 1) (NTSC) Arthaus Musik 102121 Classical Concert
  - Čajkovskij: Sinfonia n. 2 / Eugene Onegin (estratti) (Čajkovskij Cycle, Vol. 2) (NTSC) Arthaus Musik 102123 Classical Concert
  - Čajkovskij: Sinfonia n. 3 / Swan Lake (estratti) (Čajkovskij Cycle, Vol. 3) (NTSC) Arthaus Musik 102125 Classical Concert
  - Čajkovskij: Sinfonia n. 4 / Concerto per violino (Čajkovskij Cycle, Vol. 4) (NTSC) Arthaus Musik 102127 Classical Concert
  - Čajkovskij: Sinfonia n. 5 / Concerto per pianoforte n. 2 (Čajkovskij Cycle, Vol. 5) (NTSC) Arthaus Musik 102129 Classical Concert
  - Čajkovskij: Sinfonia n. 6 / Concerto per pianoforte n. 1 (Čajkovskij Cycle, Vol. 6) (NTSC) Arthaus Musik 102131 Classical Concert

### Orchestra Sinfonica Čajkovskij della radio di Mosca
- Classical Meditation Naxos 8.570364-65 Concerti, orchestrale, musica da camera, corale sacra, corale secolare
- Pavlova: Sinfonie nn. 2 e 4 Naxos 8.557566 orchestrale
- Pavlova: Sinfonia n. 5 / Elegy Naxos 8.570369 orchestrale